# Etienne Soukkarie
Etienne Soukkarie, auch Stephen Sukkariyeh oder Etienne Soukharyé (* 17. Oktober 1868 in Damaskus, Syrien; † 25. November 1921) war Patriarchalvikar der Melkitischen Griechisch-Katholischen Kirche von Alexandria in Ägypten.

## Leben
Etienne Soukkarie empfing 1891 die Priesterweihe. Am 25. April 1920 wurde er unter gleichzeitiger Ernennung zum Titularerzbischof von Myra dei Greco-Melkiti zum Patriarchalvikar von Alexandria berufen. Er wurde Nachfolger des Weihbischofs Pierre-Macario Saba (1903–1919). Der Patriarch von Antiochien Erzbischof Demetrios I. Kadi spendete ihm am selben Tag die Bischofsweihe; Mitkonsekratoren waren die Erzbischöfe Nicolas Cadi von Bosra und Hauran und Maximos Sayegh von Tyros.
Sein Nachfolger wurde Antonio Farage.